# Jorge Carreras i Llansana
Jorge Carreras Llansana (Barcelona 1r d'octubre de 1925 - Sant Cugat del Vallès, 3 de maig de 2012) va ser un advocat català, catedràtic de Dret processal i rector de la Universitat de Barcelona.

## Biografia
Jorge Carreras Llansana, llicenciat en dret per la Universitat de Barcelona (1948) i doctor per la Universidad de Madrid (1951) va ser advocat del Govern Espanyol davant del Tribunal Internacional de l'Haia (1948). Catedràtic de Dret Processal de la Universitat de Granada (1958); professor ordinari de la Facultat de Dret de 
la Universitat de Navarra (1961), on també va ser-ne vicedegà i degà fins al seu trasllat a la Universitat de Barcelona on va ser catedràtic de dret processal (1974-1991) i on exerceix de rector els anys 1973-1974).
Entre 1962 i 1969 fou membre de l'equip legal que treballà pel govern franquista en el cas de la Barcelona Traction, litigi internacional entre els estats de Bèlgica i Espanya i originat pel comportament del govern espanyol en la declaració de fallida de la Barcelona Traction, Light and Power.
El 1975 fundà el Bufet Carreras. Mort el dictador, fou membre actiu d’Alianza Popular, partit polític que incorporava antics governants de la dictadura.
Fou nomenat Doctor Honoris Causa per la Universitat de Navarra (1994). El 1996, ingressà a la Reial Acadèmia de Ciències Econòmiques i Financeres. Va ser Vocal permanent de la Comissió General de Codificació. Membre de Número de l'Instituto Español de Derecho Procesal. Vocal de la Comissió de traspàs de serveis i competències de la Generalitat preautonòmica. Va morir a Barcelona el 3 de maig de 2012.

## Premis i reconeixements[6]
- Creu de l'Ordre Civil d'Alfons X el Savi
- Encomana de Número de l'Orde del Mèrit Civil.
- Creu d'Honor de l'Orde de Sant Ramon de Penyafort.

## Publicacions
- Ejercicios prácticos de derecho procesal. Madrid: Tecnos, 1988. ISBN 8430916490. Disponible a: Catàleg de les biblioteques de la UB
- El Embargo de bienes. Barcelona: Bosch, 1957. Disponible a: Catàleg de les biblioteques de la UB
- El Juez ante la ley: última lección por el profesor doctor don Jorge Carreras Llansana, el día 17 de mayo de 1991, en el Aula Magna de la Facultad de Derecho de la Universidad de Barcelona antes de su jubilación como Catedrático de derecho procesal. Barcelona: Publicacions de la Universitat de Barcelona, 1991. Actes universitaris, 5. ISBN 8478756418. Disponible a: Catàleg de les biblioteques de la UB